# Зімон Егаммер
Зі́мон Ега́ммер (нім. Simon Ehammer) (7 лютого 2000 , Швейцарія ) — швейцарський легкоатлет, що спеціалізується на багатоборстві, призер чемпіонатів світу.

## Кар'єра
| Рік                   | Змагання                       | Місце проведення      | Місце                 | Дисципліна            | Результат             | Примітки              |
| Представник Швейцарія | Представник Швейцарія          | Представник Швейцарія | Представник Швейцарія | Представник Швейцарія | Представник Швейцарія | Представник Швейцарія |
| --------------------- | ------------------------------ | --------------------- | --------------------- | --------------------- | --------------------- | --------------------- |
| 2018                  | Чемпіонат світу серед юніорів  | Тампере, Фінляндія    | 3                     | десятиборство         | 7642 очки             |                       |
| 2019                  | Чемпіонат Європи серед юніорів | Бурос, Швеція         | 1                     | десятиборство         | 7851 очко             |                       |
| 2021                  | Чемпіонат Європи в приміщенні  | Торунь, Польща        | DNF                   | семиборство           | —                     |                       |
| 2021                  | Чемпіонат Європи серед молоді  | Таллінн, Естонія      | 1                     | стрибки у довжину     | 8.10 м                |                       |
| 2022                  | Чемпіонат світу в приміщенні   | Белград, Сербія       | 2                     | семиборство           | 6363 очки             | NIR                   |
| 2022                  | Чемпіонат світу                | Юджин, США            | 3                     | стрибки у довжину     | 8.16 м                |                       |